# Rhithrum vittatum
Rhithrum vittatum är en tvåvingeart som beskrevs av Aczel 1953. Rhithrum vittatum ingår i släktet Rhithrum och familjen borrflugor. Inga underarter finns listade i Catalogue of Life.